# Маркранштет
Маркранштет (њем. Markranstädt) град је у њемачкој савезној држави Саксонија. Једно је од 41 општинског средишта округа Лајпциг. Према процјени из 2010. у граду је живјело 15.153 становника. Посједује регионалну шифру (AGS) 14729270.

## Географски и демографски подаци
Маркранштет се налази у савезној држави Саксонија у округу Лајпциг. Град се налази на надморској висини од 119 метара. Површина општине износи 58,3 km². У самом граду је, према процјени из 2010. године, живјело 15.153 становника. Просјечна густина становништва износи 260 становника/km².

## Међународна сарадња
| Мјесто | Држава    | Врста сарадње | Од    |
| ------ | --------- | ------------- | ----- |
|        | Француска | контакт       | 2000. |
| Извор  |           |               |       |